# Laurence Abeille
Pour les articles homonymes, voir Abeille (homonymie).
Laurence Abeille, née le 17 juin 1960 à Neuilly-sur-Seine, est une femme politique française.
Conseillère municipale de la commune de Fontenay-sous-Bois de 2001 à 2014 et adjointe au maire de 2008 à 2014, elle est députée Europe Écologie Les Verts (EÉLV) dans la 6e circonscription du Val-de-Marne de 2012 à 2017.

## Biographie

### Carrière politique
Laurence Abeille est conseillère municipale de la ville de Fontenay-sous-Bois de 2001 à 2014, occupant à partir de 2008 le poste de 3e adjointe, déléguée à l’urbanisme. En 2004, elle est élue conseillère régionale d'Île-de-France, et réélue en 2010.
Elle quitte ce mandat le 19 juillet 2012, à la suite de son élection de députée de la sixième circonscription du Val-de-Marne pour la quatorzième législature, face au député UMP sortant Patrick Beaudouin. En tant que députée, elle est membre de la commission du Développement durable et de l'Aménagement du territoire et membre suppléante au Conseil supérieur de l'économie sociale et solidaire. Elle préside également le groupe d'études Préservation et reconquête de la biodiversité de l'Assemblée nationale.
Par ailleurs, Laurence Abeille est présidente de l’Agence régionale de l'environnement et des nouvelles énergies - Île-de-France (ARENE) jusqu'au 19 octobre 2012.
Elle soutient Yannick Jadot dans le cadre de la primaire présidentielle écologiste de 2016 puis Benoît Hamon lors du rassemblement EÉLV-PS pour les élections présidentielle 2017.
En mai 2017, Laurence Abeille se représente aux élections législatives de la 6e circonscription du Val de Marne. Elle est éliminée au premier tour, arrivant troisième derrière le candidat LREM et le candidat UDI.
Dans le cadre des élections régionales de 2021, elle rejoint la liste L’écologie Évidemment conduite par Julien Bayou en tant que deuxième de liste à Paris.

### Vie privée
Elle est l'épouse de Jean Desessard, sénateur (EÉLV) de Paris de 2004 à 2017.

## Activités du mandat de député
En 2014, Laurence Abeille, avec Damien Meslot (UMP) et Roland Povinelli (PS), dépose une proposition de loi pour abolir la corrida en France en abrogeant l’alinéa 7 de l’article L521-1 du code pénal qui exonère la corrida de l'interdiction légale des sévices graves et des actes de cruauté envers les animaux.
Elle est également à l'origine de la loi n°2015-136 relative à la sobriété, la transparence, l'information et la concertation en matière d'exposition aux ondes électromagnétiques. Cette dénommée la loi Abeille vise à limiter l'exposition des enfants aux ondes électromagnétiques,.